# 小村武
小村 武（こむら たけし、1939年9月2日 - ）は、日本の官僚。大蔵事務次官、日本政策投資銀行総裁などを歴任。血液型はB型。

## 来歴
和歌山県立星林高等学校を経て東京大学法学部第2類（公法コース）卒業。1963年、大蔵省入省。入省同期に日高壮平、中平幸典、西村吉正、米澤潤一（日本銀行理事、関税局長）、金野俊美（ヒメノ会長、印刷局長）山口厚生（農漁公庫理事、国税庁直税部長）、佐藤孝志（高岡市長）、谷口孝（ナショナル証券専務、内閣審議官）、金子義昭など。経済企画庁長官官房長を経て、斎藤次郎次官の下で大蔵省大臣官房長を務めたように大蔵省主流たる主計局の「斎藤組」の筆頭とされ、のち主計局長を経て、1997年（平成9年）7月、大蔵事務次官に就任。
次官に就任後に大蔵省接待汚職事件が発覚して、三塚博大蔵大臣が辞職したが、武藤敏郎官房長と共に職に留まった。ただ程なくして同月28日、広尾の公務員官舎で金融検査官の一人が自殺したため、橋本龍太郎首相兼蔵相により次官職を更迭され辞任を余儀なくされた。そのため、次官在任期間は6ヶ月と戦後最短となった。
退官後は、財政金融研究所顧問、ついで2001年（平成13年）から2007年（平成19年）まで日本政策投資銀行総裁を務め、2007年（平成19年）に全国盲ろう者協会会長に就任。2008年（平成20年）からはソルト・サイエンス研究財団理事長のほか、商船三井社外取締役、東京海上日動火災保険顧問など複数の役員を兼務している。2020年、瑞宝重光章受章。

## 略歴
- 和歌山県立星林高等学校卒業
- 1962年（昭和37年） 国家公務員採用上級甲種試験（法律）合格
- 1963年（昭和38年）3月 東京大学法学部第2類（公法コース）卒業[4]
- 1963年（昭和38年）4月 大蔵省入省（主計局総務課[7]）[2]
- 1964年（昭和39年）6月 大蔵省主計局法規課
- 1965年（昭和40年）5月 総理府内閣総理大臣官房臨時在外財産問題調査室
- 1968年（昭和43年）7月10日 八幡浜税務署長
- 1969年（昭和44年）7月17日 名古屋中村税務署長
- 1970年（昭和45年）7月 沖縄・北方対策庁調整部参事官補佐
- 1972年（昭和47年）7月 大蔵省大臣官房秘書課長補佐（調査）[8]
- 1973年（昭和48年）7月 大蔵省主計局主計官補佐（厚生第四、第五係主査）
- 1978年（昭和53年）7月3日 大蔵省大臣官房企画官兼大臣官房調査企画課
- 1979年（昭和54年）7月16日 環境庁企画調整局環境保健部保健企画課長
- 1981年（昭和56年）7月3日 大蔵省大臣官房付
- 1981年（昭和56年）7月18日 大蔵省主計局主計企画官（調整担当）[9]
- 1982年（昭和57年）6月11日 大蔵省主計局主計官
- 1985年（昭和60年）6月25日 大蔵省主計局法規課長
- 1987年（昭和62年）6月25日 大蔵省主計局総務課長
- 1988年（昭和63年）6月15日 東京税関長
- 1989年（平成元年）6月23日 大蔵省主計局次長（末席）（総理府、司法・警察、防衛、厚生・労働、司計課、共済課、主計監査官担当）兼内閣官房内閣内政審議室内閣審議官[10]
- 1990年（平成2年）6月29日 大蔵省主計局次長（次席）兼内閣官房内閣内政審議室内閣審議官
- 1991年（平成3年）6月11日 大蔵省主計局次長（筆頭）兼内閣官房内閣内政審議室内閣審議官
- 1992年（平成4年）6月26日 経済企画庁長官官房長
- 1993年（平成5年）6月25日 大蔵省大臣官房長
- 1995年（平成7年）5月26日 大蔵省主計局長
- 1997年（平成9年）7月15日 大蔵事務次官
- 1998年（平成10年）1月30日 退官
- 1998年（平成10年）2月 大蔵省財政金融研究所顧問[2]
- 2001年（平成13年）1月19日 日本政策投資銀行総裁
- 2003年（平成15年）10月1日 同再任
- 2007年（平成19年）9月 同退任
- 2008年（平成20年）4月 財団法人ソルト・サイエンス研究財団理事長[2]
- 2008年（平成20年）6月 安田倉庫株式会社監査役[2]
- 2008年（平成20年）6月 株式会社商船三井取締役[11]
- 2023年（令和05年）6月 一般社団法人日本倶楽部会長 [12]

## 著書
- 『実務会計法』（石田久和と共著）（新日本法規出版、1987年）
- 『予算と財政法〔4訂版〕』（新日本法規出版、2008年）